# Firmicus paecilipes
Firmicus paecilipes là một loài nhện trong họ Thomisidae.
Loài này thuộc chi Firmicus. Firmicus paecilipes được Lodovico di Caporiacco miêu tả năm 1940.